# Frankfurter Reformation

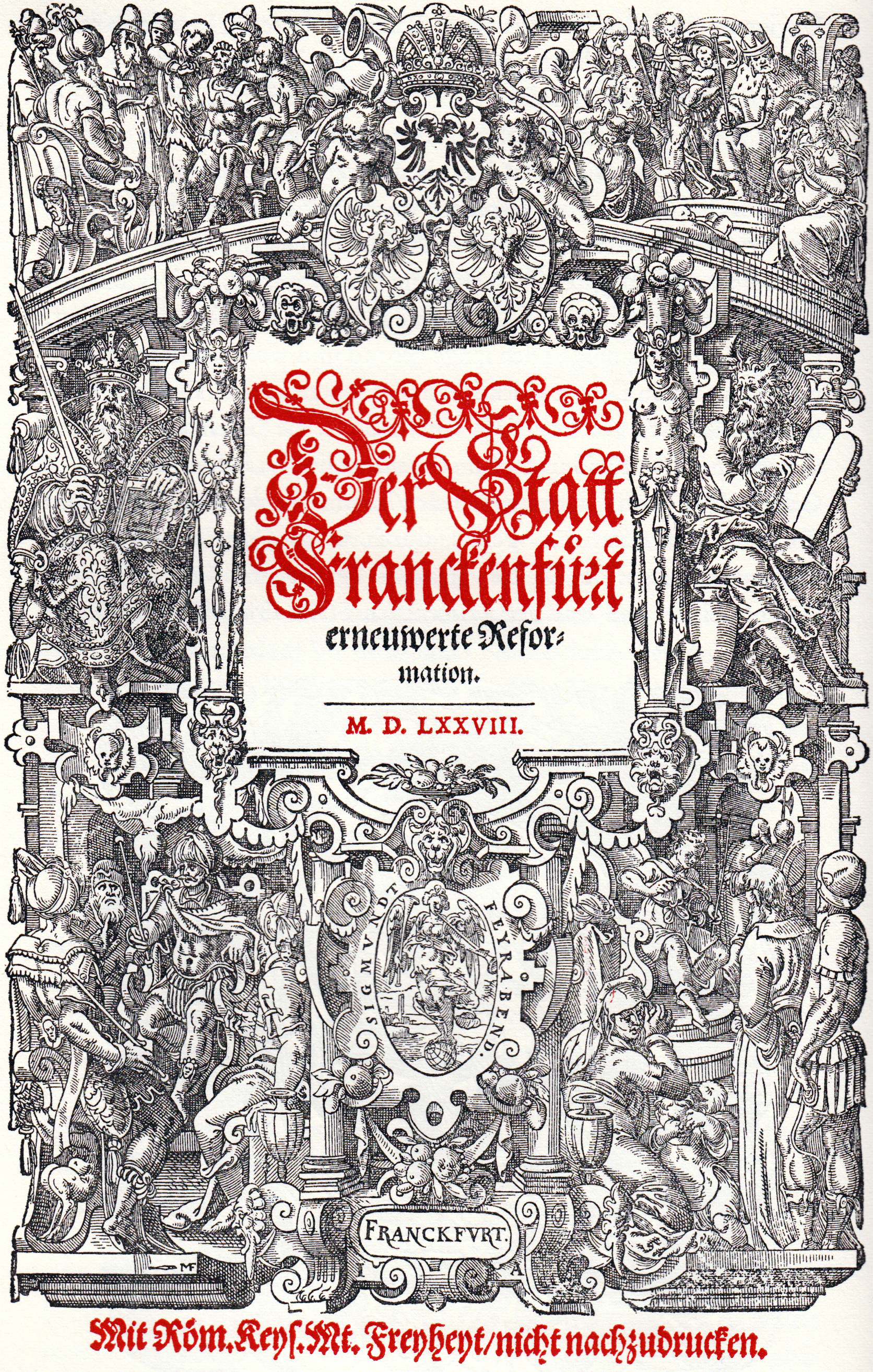
Titelblatt „Der Statt Franckenfurt erneuwerte Reformation. M. D. LXXVIII.“

Die Frankfurter Reformation ist eine systematische Erfassung des Stadtrechts von Frankfurt am Main im 16. Jahrhundert.

## Geschichte
Schon im 14. und 15. Jahrhundert wurden zahlreiche Verordnungen des Rates der Stadt Frankfurt am Main immer wieder in so genannten „Gesetzbüchern“ zusammengefasst.
Aber erst die Rezeption des römischen Rechts und das damit verbundene, verstärkt systematische Denken der Rechtsanwender führte 1509 zu einer ersten systematischen Erfassung des Frankfurter Stadtrechts, der Frankfurter Reformation, durch den Frankfurter Stadtsyndikus Adam Schönwetter von Heimbach.
Diese wurde 1578 durch Johann Fichard erweitert und neu gefasst, die so genannte Erneuerte Frankfurter Reformation. Die Frankfurter Reformation war eine der umfassendsten Stadtrechtskodifikationen in Deutschland. Gegenüber anderen Kodifikationen ist der Anteil römischen Rechts hier besonders ausgeprägt.
Im Jahr 1611 wurde sie nochmals erweitert.

## Geltungsbereich
Frankfurter Reformation galt als Partikularrecht bis zur Einführung des Bürgerlichen Gesetzbuches am 1. Januar 1900 und aufgrund der im Einführungsgesetz zum Bürgerlichen Gesetzbuch enthaltenen Übergangsbestimmungen in einzelnen Teilen noch über diesen Zeitpunkt hinaus.
Da die städtisch orientierte Frankfurter Reformation für den ländlichen Bereich nur bedingt geeignet war, beschloss der Rat der Stadt Frankfurt am 20. August 1726, das Solmser Landrecht für die zum Herrschaftsbereich der Stadt Frankfurt gehörenden Dörfer einzuführen. Es galt subsidiär, soweit die Frankfurter Reformation keine Regelung enthielt.